# Sélam
Sélam (tamilsky சேலம், anglicky Salem) je město v Tamilnádu v Indii. K roku 2011 mělo město bezmála 830 tisíc obyvatel.

## Poloha
Sélam leží v horách přibližně 350 kilometrů (silniční vzdálenost) jihozápadně od Madrásu v nadmořské výšce přibližně 290 metrů nad mořem. Od Kójamputtúru je vzdálen přibližně 160 kilometrů severovýchodně, od Bengalúru, hlavního města sousední Karnátaky, přibližně 186 kilometrů jihovýchodně. 
Podnebí je tropické monzunové.

## Obyvatelstvo
Přibližně 90 % obyvatel vyznává hinduismus, 7,5 % islám a 2,5 % křesťanství. 72 % má za mateřský jazyk tamilštinu, 12 % telugštinu, 6 % kannadštinu a 5 % urdštinu.

## Kultura
Od roku 1930 je město sídlem římskokatolické diecéze sélamské.